# Mutationnisme

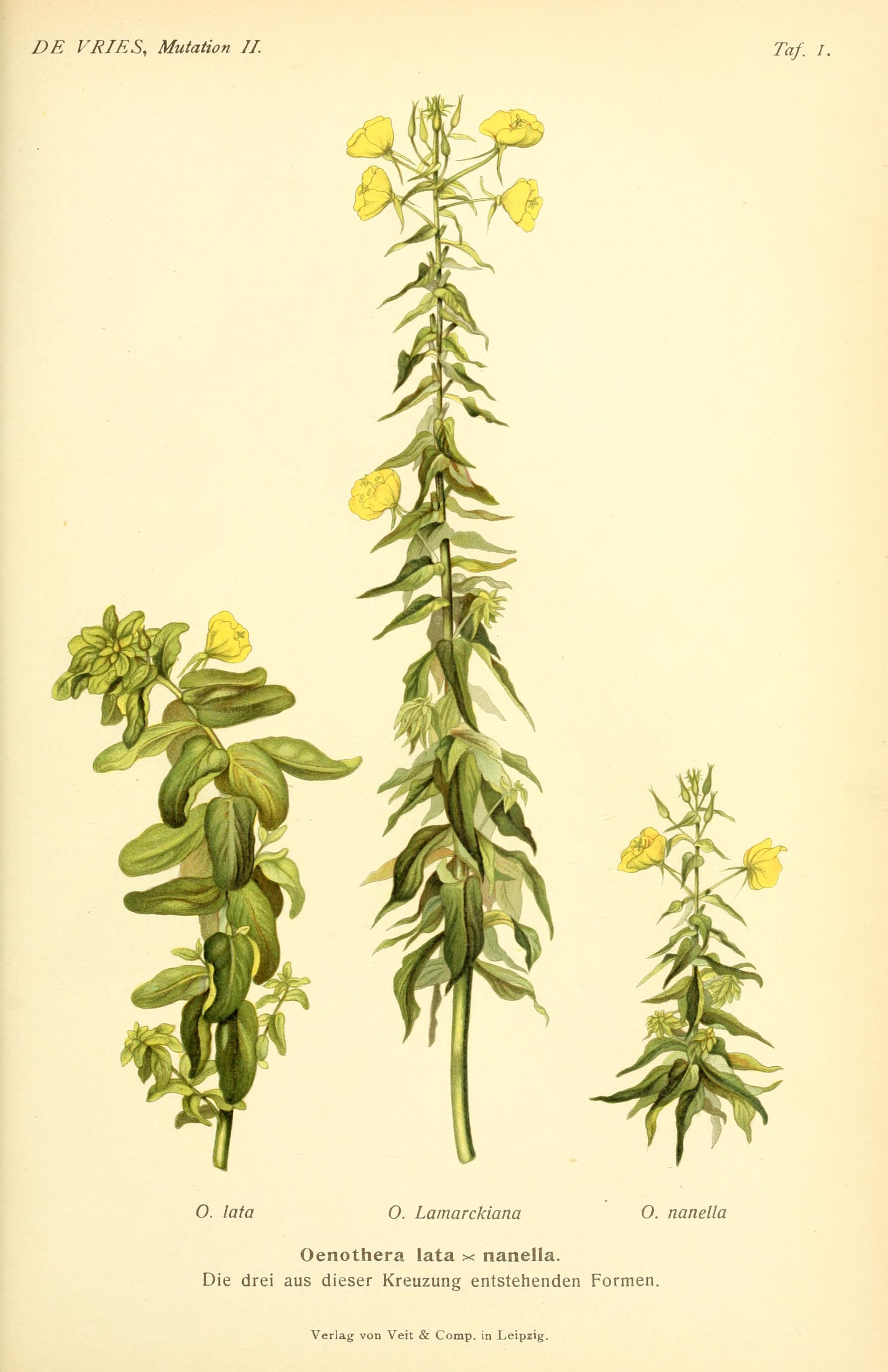
Les variétés d'herbe aux ânes étudiées par Hugo de Vries.

Le Mutationnisme est une théorie de biologie évolutive, qui existait avant les travaux de Charles Darwin, et survit pendant plusieurs décennies comme alternative à sa théorie de l'évolution, dans une phase de l'histoire de la biologie connue sous le nom d'éclipse du darwinisme. Le mutationnisme prévoit que l'évolution n'est pas continue, elle se fait par sauts importants, qui peuvent, en une seule génération, donner naissance à de nouveaux traits ou même à de nouvelles espèces.

## Origines
Les idées mutationnistes et saltationnistes sont communes avant Darwin. Par exemple, Étienne Geoffroy Saint-Hilaire considère que les « monstres », c'est-à-dire les individus malformés, peuvent être les individus fondateurs d'une nouvelle espèce. 

## Pendant l'éclipse du darwinisme
À la fin du 19e siècle et au début du 20e siècle, les défenseurs du mutationnisme en font une idée soit alternative, soit complémentaire , à la sélection naturelle défendue par Darwin comme mécanisme explicatif de l'évolution. 

### Hugo de Vries
Vers 1900, le botaniste néerlandais Hugo de Vries, en cultivant des Œnothères, obtient de nouvelles variétés très différentes des plants parents, et qu'il est parfois impossible de faire se reproduire avec ceux-ci. Il pense donc avoir démontré la possibilité de créer de nouvelles espèces en une seule génération. Il devient ainsi un important défenseur du mutationnisme. Cependant, en 1918, il est démontré que les résultats obtenus s'expliquent par des hybridations polyploïdes, processus qui ne crée pas de nouvelle information génétique.

### Reginald Punnett
|  |

Vers 1915, Reginald Punnett observe l'apparition de motifs très différents sur les ailes des papillons de l'espèce Papilio polytes. Ces motifs apparaissent successivement, sans que des formes intermédiaires se soient manifestées. Ici aussi, ce qui était apparu comme une preuve du mutationnisme, se révèle finalement être un cas de polymorphisme génétique : des gènes dominants ou récessifs provoquent l'expression que l'une ou l'autre des formes, il ne s'agit pas de caractères inédits apparaissant avec une mutation.